# Logan Henderson
Logan Henderson (North Richland Hills, Texas; 14 de septiembre de 1989) es un actor y cantante estadounidense. Es conocido por interpretar a Logan Mitchell en la serie de Nickelodeon Big Time Rush y por ser miembro de la banda homónima.

## Biografía

### Vida temprana y carrera
Henderson nació en Temple y creció en North Richland Hills (Texas). Su padre es un terapeuta escolar y su madre trabaja en la industria farmacéutica.
Tuvo un papel secundario en el programa de televisión Friday Night Lights antes de mudarse a California a los dieciocho años para seguir una carrera como actor.

### 2009-2014: Big Time Rush
Con Big Time Rush grabó varias canciones, entre ellas "City Is Ours", "Nothing Even Matters", "Halfway There", "Famous", "Til I Forget About You" (tema que se escuchó en un episodio de la serie) y su sencillo debut "Big Time Rush". "Boyfriend", el único sencillo oficial del álbum, fue publicado el 8 de febrero de 2011 y cuenta con la colaboración del rapero Snoop Dogg. Su álbum debut, editado por Sony y Columbia Records, salió a la venta el 11 de octubre de 2010. Alcanzó el puesto número tres en la lista Billboard 200 y el primer puesto en la lista de álbumes digitales de iTunes. Henderson y el resto de la banda hicieron una aparición en el Kids Choice Awards de 2010 y también en el Kids Choice Awards de 2011.
El segundo álbum, Elevate, salió a la venta el 21 de noviembre de 2011. En 2013 grabaron su tercer álbum, 24/Seven.

### 2017-presente: Carrera solista
Después de la pausa de la banda en 2014, Henderson tomó un descanso adicional de tres años para concentrarse en su vida personal. En diciembre de 2016, anunció la salida de su primer sencillo en solitario "Sleepwalker". Presentada el 27 de enero de 2017, la canción mostró su nuevo sonido, descrito por el productor Nicholas Furlong como "pop grunge oscuro". Su segundo sencillo "Bite My Tongue" fue lanzado el 15 de septiembre de 2017, con el mismo estilo de sonido. Un tercer sencillo "Speak of the Devil" se lanzó para descarga digital el 30 de octubre de 2017. El 15 de febrero de 2018 se lanzó un sencillo titulado "Acoustic Sessions" con tres singles acústicos.
El 14 de mayo de 2018, Henderson anunció el título de su álbum debut, Echoes of Departure y Endless Street of Dreams - Pt. 1, lanzado el 18 de mayo de 2018.

## Filmografía

### Televisión
| Año       | Título                       | Rol              | Nota                                                             |
| --------- | ---------------------------- | ---------------- | ---------------------------------------------------------------- |
| 2008      | Friday Night Lights          | adolescente N° 2 | Rol menor                                                        |
| 2009-2013 | Big Time Rush                | Logan Mitchell   | Nickelodeon                                                      |
| 2010      | 7 Secretos con Big Time Rush | Él mismo         | Especial de televisión, Nickelodeon                              |
| 2011      | BrainSurge                   | Él mismo         | Programa de concursos, Nickelodeon                               |
| 2011      | 2011 Kid's Choice Awards     | Él mismo         | Especial de televisión, Nickelodeon                              |
| 2012      | Big Time Movie               | Logan Mitchell   | Película de televisión, Nickelodeon                              |
| 2012      | How to Rock                  | Él mismo         | Estrella invitada un episodio, serie de televisión, Nickelodeon  |
| 2013      | Marvin Marvin                | Él mismo         | Estrella invitada, un episodio, serie de televisión, Nickelodeon |
| 2015      | Los pingüinos de Madagascar  | Logan            | Actor de voz, serie de televisión, Nickelodeon                   |

## Discografía

### Álbumes de estudio
| Título                                                       | Detalles del álbum                                                                   |
| ------------------------------------------------------------ | ------------------------------------------------------------------------------------ |
| Echoes of Departure and the Endless Street of Dreams - Pt. 1 | - Lanzamiento: 18 de mayo de 2018 - Formatos: Descarga digital, Vinilo - Sello: Herø |

### Con Big Time Rush
| Tìtulo   | Detalles del àlbum                                                                                |
| -------- | ------------------------------------------------------------------------------------------------- |
| B.T.R.   | - Lanzamiento: 11 de octubre de 2010 - Formatos: CD, Descarga Digital - Sello: Sony Music         |
| Elevate  | - Lanzamiento: 21 de noviembre de 2011 - Formatos: CD, Descarga digital - Sello: Columbia Records |
| 24/Seven | - Lanzamiento: 11 de junio de 2013 - Formatos: CD, Descarga digital - Sello: Columbia Records     |